# Eric Lander
Eric Steven Lander (1957. február 3. –) amerikai matematikus és genetikus. A Massachusettsi Műszaki Egyetem professzoraként tanít biológiát, a Harvard Egyetemen rendszerbiológiát. Korábban tagja volt a Whitehead Institute-nak, és a M.I.T és a Harvard Egyetem intézetének, a Broad Institute-nak alapítója és vezetője volt. Matematikus-genetikus munkásságát a Human Genome Project egyik vezetőjeként nagy jelentőségűnek tartják. Barack Obama elnöksége alatt a tudományos és technológiai tanács elnökévé nevezték ki. Joe Biden elnökségének idején a Tudomány- és Technológiapolitikai Hivatal vezetője lett, amely Biden elnöksége alatt vált először a kabinet alá tartozó tisztséggé. 2022. februárban Eric Lander lemondott erről a tisztségéről, miután nyilvánosságra került, hogy etikai vétség miatt vizsgálat indult ellene.

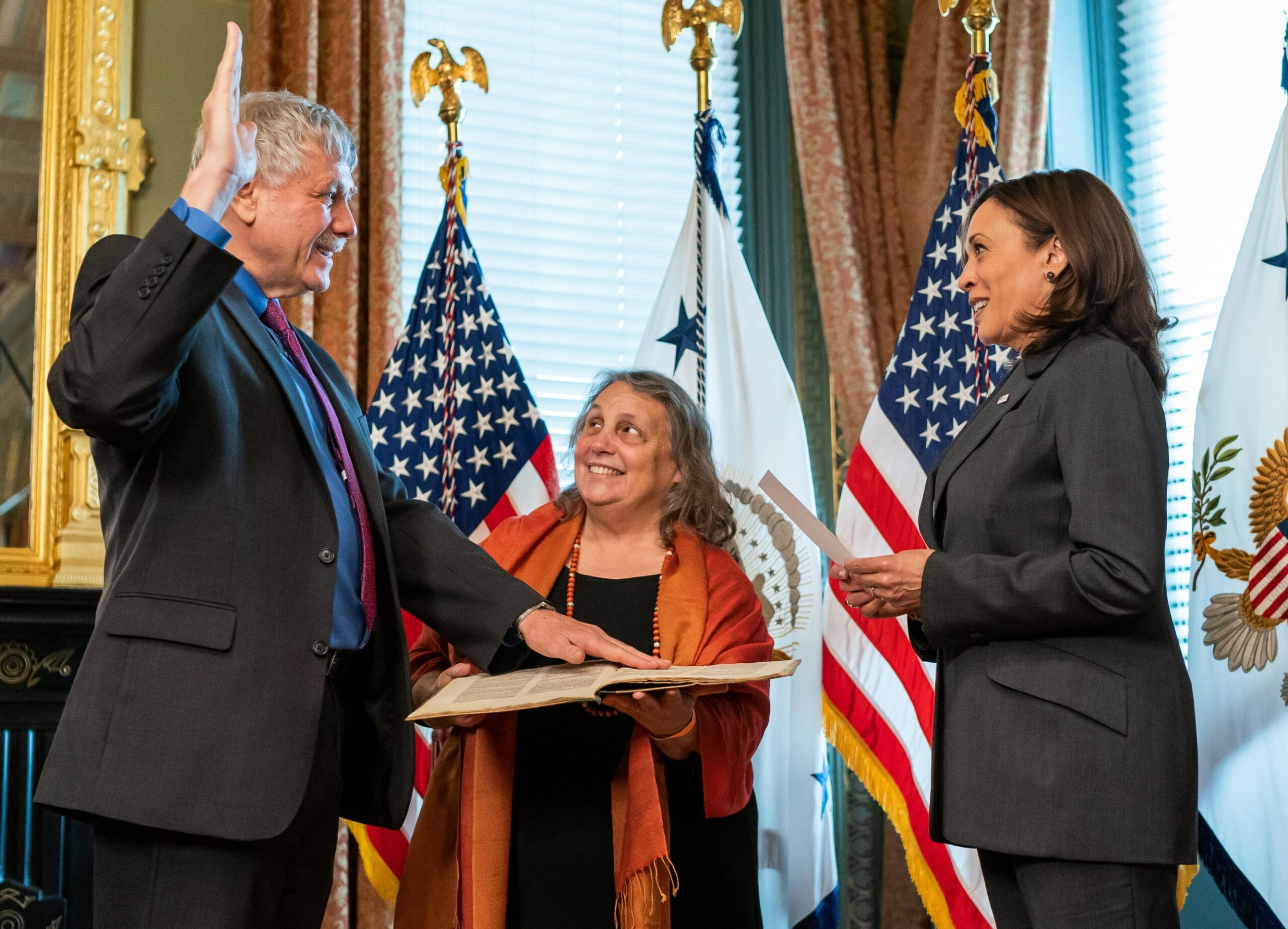
Kamala Harris, az USA alelnöke jelenlétében teszi le Eric Lander az esküt a Tudomány- és Technológiapolitikai Hivatal igazgatójaként, 2021. június